# Walther Spielmeyer
Walther Spielmeyer, né le 23 avril 1879 à Dessau et mort le 6 février 1935 à Munich est un neurologue et neuropathologiste allemand.

## Résumé biographique

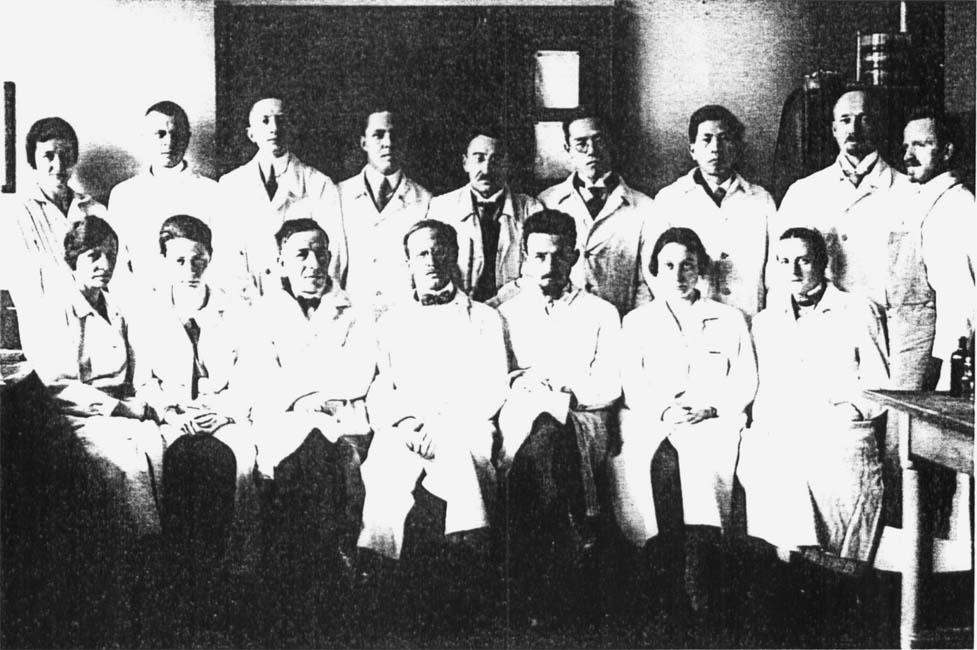
Walther Spielmeyer et son équipe à Munich, en 1927.

Il fait ses études médicales à l'université de Halle où il est notamment l'élève d'Eduard Hitzig (1838-1907). Il s'installe ensuite à Fribourg où il est l'assistant d'Alfred Hoche (1865-1943)  avant d'obtenir, en 1906, son habilitation de Privatdozent à l'université. Sur une suggestion d'Emil Kraepelin (1856-1926), il succède à Aloïs Alzheimer (1864-1915) comme directeur du laboratoire d'anatomie et de la clinique psychiatrique et des maladies nerveuses de Munich. C'est dans cette ville qu'il collaborera avec Franz Nissl (1860-1919) et Felix Plaut (1877-1940). 
Spielmeyer est connu pour ses recherches en traumatologie du système nerveux périphérique et son étude spécialisée des troubles des fonctions cérébrales secondaires à des problèmes circulatoires transitoires. Parmi ses œuvres écrites figure son « Histopathologie du système nerveux » (Histopathologie des Nervensystems), de 1922, un ouvrage de référence de l'époque qui se distingue par la qualité de ses  illustrations.

## Éponymie
La maladie de Spielmeyer-Vogt ou maladie de Batten est la forme juvénile de la céroïde lipofuscinose, un trouble congénital progressif du métabolisme des lipides qui débute habituellement vers l'âge de cinq ans et se caractérise par une dégénérescence cérébrale et rétinienne, une démence et une évolution rapidement fatale. Spielmeyer décrivit cette affection avec le neurologue Heinrich Vogt (1875-1936).

## Travaux
- (de) Die Trypanosomenkrankheiten und ihre Beziehungen zu den syphilogenen Nervenkrankheiten (Les maladies trypanosomiales et leurs corrélations avec les maladies nerveuses syphilogènes). Iéna, Fischer, 1908.
- (de) Technik der mikroskopischen Untersuchung des Nervensystems (Techniques des investigations microscopiques du système nerveux). Berlin, Springer, 1911; 4. Aufl., 1930.
- (de) Die progressive Paralyse. (La paralysie générale). In: Handbuch der Neurologie, Tome 3; Berlin, 1912.
- (de) Zur Klinik und Anatomie der Nerven-Schussverletzungen. Berlin, Springer, 1915.
- (de) Histopathologie des Nervensystems (Histopathologie du système nerveux). Tome 1: généralités. Berlin, J. Springer, 1922.
- (de) Degeneration und Regeneration am peripherischen Nerven. Handbuch der normalen und pathologischen Physiologie  (Dégénérescence et régénération du système nerveux périphérique. Manuel de physiologie normale et pathologique), Tome 3; Berlin, 1929.
- (de) Die Anatomie der Psychosen. Handbuch der Geisteskrankheiten, (L'anatomie des psychoses.  Manuel des maladies mentales). Tome 11 ; Berlin, 1930.